# 姜大衞
姜大衞（英語：John Chiang Tai Wai，1947年6月29日—），又名姜大偉，本名姜偉年，尊稱John哥，加拿大籍香港人，香港男演員及導演；曾為麗的電視、亞洲電視及香港電視網絡前藝員，現為無綫電視基本藝人合約藝員，曾於1970年《第16屆亞洲影展金禾獎》中憑電影《報仇》獲頒「最佳男主角」，後於《萬千星輝頒獎典禮2021》榮獲「萬千光輝演藝大獎」，及於2024年憑電影《白日之下》獲頒第42屆香港電影金像獎「最佳男配角」。

## 家庭
- 姜大衛一家均（曾）從事演藝事業：
- 生父嚴化（本名姜克琪）為演員。
- 母親紅薇（本名羅珍）為演員。
- 繼父爾光為演員。
- 其兄秦沛（本名姜昌年，又名嚴昌）、姪兒姜文杰及姪女姜麗文是藝人。
- 同母異父的弟弟爾冬陞是香港著名藝人及電影製作者。
- 其妻李琳琳(原名李月玲)是香港著名藝人。
- 女兒姜依蘭於2007年與電視演員曹永廉結婚。[4][5]
- 兒子姜卓文（John Junior）亦為演員。

## 演藝事業
姜大衞早年在九龍寨城長大，與王鍾及王青為樓上樓下鄰居。在1953年畢業於九龍塘學校（幼稚園部），曾就讀多所小學，其中一所是九龍塘學校（小學部），在學時因經常轉校以致成績較差。他早在4歲的時候已開始參與演出，做童星，童星時代曾在《馬路小天使》、《街童》和《江山美人》等影片中參與演出。
17歲離開香港珠海書院（中學部），學歷是中三程度，曾留級兩年（中小學階段各一次），做過寫字樓後生（辦公室助理）、古董店店員等工作，美港合作的西片《聖保羅炮艇》在港攝製期間，經在劇組做演員的兄長秦沛向武術指導唐佳推薦，開始做龍虎武師。
1966年加入了邵氏公司，做唐佳旗下的武師，因《金燕子》片中的武術動作，得到了大導演張徹的欣賞，讓他在《遊俠兒》中擔當主角。1970年憑《報仇》一片成為香港首位榮獲《亞洲影展》「最佳男主角」的演員。
當年他紅極一時，拍過很多電影，其中包括《保鏢》、《死角》、《十三太保》、《新獨臂刀》、《死囚》、《雙俠》、《大決鬥》、《叛逆》、《刺馬》、《七金屍》、《惡鬥》等數十部電影。其中《叛逆》榮獲1973年亞洲影展「最具性格演員」獎項。
1975年5月，英女皇夫婿菲臘親王陪英女皇訪港期間，他與狄龍奉召赴御宴，席間皇夫與其大談功夫片。

### 涉足影視圈
1970年代末，姜大衛投入電視圈，加盟麗的電視，拍攝作品計有《大內群英》、《武俠帝女花》、《琥珀青龍》等。至1982年邱德根入主易手亞洲電視後，他仍斷斷續續參與該台演出。一直到1993年，姜大衛才在無綫電視劇集亮相。他於1994年在時裝劇《再見亦是老婆》飾演主角陳秀雯的丈夫，使其人氣一度急升。
1970至1980年代，姜大衛憑著豐富的演出經驗和師長的培養，他在邵氏工作期間即執導其首部、2部及3部電影。處男作是老師張徹做出品人，倪匡編劇，劉家良武術指導的《吸毒者》，領銜主演是他當年的好兄弟狄龍；第2部電影《怪人怪事》還是老師當出品人，劉家良做武術指導，他和李琳琳聯合領銜主演；第3部電影《死囚》，邵仁枚監製，倪匡編劇，唐佳武術指導。劉家良亦是他的老師，他曾跟劉氏當多年武師，由劉氏擔任武術指導、導演的《螳螂》找他擔任領銜主演，從而提高了他的武打技術。
1981年，他與兄長秦沛和弟弟爾冬陞聯合製作《貓頭鷹》，三人擔任導演和領銜主演，乃一套以顛覆歷來武俠電影經典角色為題材的作品，屬早期「無厘頭」喜劇電影之一。此後也斷續執導了多部電影，如《聽不到的說話》（1986年）、《黑雪》（1990年）、《不一樣的媽媽》（1995年）。
隨著1990年代末香港電影市道不景，亞視又因虧損連年減少劇集製作，他與其妻李琳琳一家長期在加拿大生活，但仍不時回港參與影視作品之演出。2007年，他們一家正式迴流香港，他在參與演出香港影視的同時，也不時參演大陸的影視作品。
2024年，姜大衛憑電影《白日之下》榮獲第42屆香港電影金像獎最佳男配角。

### 轉投香港電視
姜大衛曾於2012年元旦離開無綫電視，轉投香港電視網絡。

### 再重返無綫電視
姜大衛曾於1997年離開香港無綫電視轉投亞洲電視，2004年離開亞洲電視重返香港無綫電視，2012年離開香港無綫電視轉投香港電視網絡，2014年11月離開香港電視網絡再度重返香港無綫電視。同年簽署部頭合約，到了2018年後，憑精湛演技被封為「金牌綠葉王」，接受訪問時表示從沒有把自己當作「綠葉」，每一套劇、每一個角色，哪怕只是一場戲，都當自己是主角，並直言「娛樂圈不可能永遠維持一線，從小在這行見慣高低起伏，不論是做大俠還是做綠葉，我都不在意別人怎樣看，只知道自己最大的興趣是演戲，所以會把握每一個演出機會。」2022年，姜大衛在《萬千星輝頒獎典禮2021》，獲得了「萬千光輝演藝大獎」，肯定了他超過七十多年的演藝生涯。

## 演出作品

### 電影

#### 演員
| 年份   | 片名                       | 角色                   |
| 1955年 | 《梅姑》                   |                        |
| 1957年 | 《馬路小天使》             | 四元                   |
| 1960年 | 《街童》                   |                        |
| 1961年 | 《萬里尋親記》             |                        |
| 1961年 | 《雲開見月明》             |                        |
| 1968年 | 《一寸相思未了情》         |                        |
| 1969年 | 《保鏢》                   | 洛義                   |
| 1969年 | 《死角》                   | 大衛                   |
| 1969年 | 《鐵手無情》               | 鐵二郎                 |
| 1970年 | 《小煞星》                 |                        |
| 1970年 | 《插翅虎》                 | 玉面靈官               |
| 1970年 | 《十三太保》               | 李存孝                 |
| 1970年 | 《報仇》                   | 關小樓                 |
| 1970年 | 《遊俠兒》                 | 遊俠兒                 |
| 1971年 | 《响尾追魂鞭》             |                        |
| 1971年 | 《新獨臂刀》               | 雷力                   |
| 1971年 | 《無名英雄》               | 孟剛                   |
| 1971年 | 《雙俠》                   | 邊幅                   |
| 1971年 | 《大決鬥》                 | 江南浪子               |
| 1971年 | 《拳擊》                   | 范克                   |
| 1972年 | 《馬永貞》                 | 譚四                   |
| 1972年 | 《年輕人》                 | 洪衛                   |
| 1972年 | 《群英會》                 | 穆遇奇                 |
| 1972年 | 《惡客》                   | 范克                   |
| 1972年 | 《四騎士》                 | 金義                   |
| 1972年 | 《水滸傳》                 | 燕青                   |
| 1973年 | 《叛逆》                   | 凌希                   |
| 1973年 | 《刺馬》                   | 張文祥                 |
| 1973年 | 《大海盜》                 | 胡義                   |
| 1974年 | 《少林五祖》               | 胡德帝                 |
| 1974年 | 《七金屍》                 | 奚青                   |
| 1974年 | 《朋友》                   |                        |
| 1974年 | 《怪人怪事》               |                        |
| 1974年 | 《五虎將》                 | 陳登                   |
| 1975年 | 《傾國傾城》               | 蔻连材                 |
| 1975年 | 《的士大佬》               | 陳廣                   |
| 1975年 | 《七面人》                 | 葛亮                   |
| 1975年 | 《後生》                   | 向榮                   |
| 1975年 | 《蕩寇志》                 | 燕青                   |
| 1976年 | 《瀛臺泣血》               |                        |
| 1976年 | 《少林寺》                 | 胡德帝                 |
| 1976年 | 《死囚》                   | 楊靈                   |
| 1976年 | 《八道樓子》               | 白長興                 |
| 1977年 | 《火鳳凰》                 | 支持北伐的民間組織領袖 |
| 1977年 | 《江湖漢子》               | 楚鐵俠                 |
| 1977年 | 《三少爺的劍》             | 慕容金龍（客串）       |
| 1977年 | 《決殺令》                 | 黑摩勒                 |
| 1977年 | 《海軍突擊隊》             |                        |
| 1978年 | 《螳螂》                   | 韋風                   |
| 1978年 | 《十字鎖喉手》             | 李成鷹                 |
| 1979年 | 《踢館》                   |                        |
| 1979年 | 《少林英雄榜》             | 至善                   |
| 1979年 | 《孔雀王朝》               | 沈浪                   |
| 1980年 | 《鐵公雞》                 |                        |
| 1980年 | 《刺客列傳》               |                        |
| 1980年 | 《第三類打鬥》             |                        |
| 1980年 | 《絕代英雄》               |                        |
| 1981年 | 《頑皮偵探三遊龍》         |                        |
| 1981年 | 《飛刀，又見飛刀》         |                        |
| 1981年 | 《貓頭鷹》                 | 范士林                 |
| 1982年 | 《小生怕怕》               | 鄧理慶（台：陶仁燕）   |
| 1982年 | 《彈指神功》               |                        |
| 1982年 | 《十張王牌》               |                        |
| 1983年 | 《少爺威威》               | 姜斯                   |
| 1983年 | 《風鈴中的刀聲》           |                        |
| 1983年 | 《龍兄虎妹》               | 梁龍                   |
| 1984年 | 《上海灘十三太保》         |                        |
| 1984年 | 《上天救命》               |                        |
| 1985年 | 《夏日福星》               |                        |
| 1985年 | 《皇家師姐》               |                        |
| 1986年 | 《奪寶計上計》             | 濚穃𠗐                 |
| 1986年 | 《霹靂大喇叭》             | 神探                   |
| 1986年 | 《老娘夠騷》               | 李繼揚警察             |
| 1987年 | 《富貴逼人》               | 細叔（台：六叔）       |
| 1987年 | 《不是冤家不聚頭》         |                        |
| 1987年 | 《天使行動》               |                        |
| 1988年 | 《林投姊》                 | 周俊                   |
| 1988年 | 《雙肥臨門》               |                        |
| 1988年 | 《老虎出更》               |                        |
| 1989年 | 《義膽群英》               | 阿偉                   |
| 1989年 | 《開心巨無霸》             | 曾先生                 |
| 1991年 | 《黑雪》                   | Jacky叔叔              |
| 1991年 | 《豪門夜宴》               | 賓客                   |
| 1992年 | 《雙龍會》                 | 探長/酒店經理          |
| 1992年 | 《夢醒時分》               |                        |
| 1992年 | 《黃飛鴻之二：男兒當自強》 | 陸皓東                 |
| 1994年 | 《94獨臂刀之情》           | 白復國                 |
| 1995年 | 《大冒險家》               | 常叔                   |
| 1999年 | 《烈火戰車2極速傳說》      | Tony                   |
| 2003年 | 《少年阿虎》               |                        |
| 2005年 | 《早熟》                   | 法官                   |
| 2005年 | 《黑社會》                 | 許警司                 |
| 2005年 | 《太極戰士》               |                        |
| 2006年 | 《雛菊》                   |                        |
| 2007年 | 《镖行天下之天下镖局》     |                        |
| 2009年 | 《游龍戲鳳》               | 姨丈                   |
| 2012年 | 《愛在廊橋》               |                        |
| 2013年 | 《天台》                   | 老年浪子膏（客串）     |
| 2014年 | 《一個人的武林》           | 兵器王陳伯光（客串）   |
| 2015年 | 《賭城風雲II》             | 偉哥                   |
| 2016年 | 《賭城風雲III》            | 偉哥                   |
| 2017年 | 《20:16》                  |                        |
| 2019年 | 《誅仙 I》                 | 道玄真人               |
| 2022年 | 《刀劍封魔》(網絡電影)     |                        |
| 2023年 | 《釀魂》                   | 方振華                 |
| 2023年 | 《白日之下》               | 周健通                 |
| 2024年 | 《臨時劫案》               | 蝦少                   |
| 2024年 | 《焚城》                   | 香港特別行政區行政長官 |
| 2025年 | 《花明渡》                 | 邱先生                 |
| 2025年 | 《水餃皇后》               |                        |

#### 導演/監製作品
| 年份   | 作品               |
| ------ | ------------------ |
| 1974年 | 《怪人怪事》       |
| 1974年 | 《吸毒者》         |
| 1976年 | 《死囚》           |
| 1981年 | 《貓頭鷹》         |
| 1984年 | 《上天救命》       |
| 1986年 | 《聽不到的說話》   |
| 1987年 | 《不是冤家不聚頭》 |
| 1987年 | 《美男子》         |
| 1988年 | 《雙肥臨門》       |
| 1988年 | 《我要富貴》       |
| 1990年 | 《四人新世界》     |
| 1991年 | 《黑雪》           |
| 1995年 | 《不一樣的媽媽》   |
| 1996年 | 《情人的眼淚》     |

#### 剪輯
| 年份   | 作品               |
| ------ | ------------------ |
| 1987年 | 《不是冤家不聚頭》 |

### 電視劇（麗的電視／亞洲電視）
| 年份   | 劇集名稱   | 角色                 |
| 1980年 | 大內群英   | 曾靜                 |
| 1981年 | 武俠帝女花 | 袁若飛               |
| 1982年 | 琥珀青龍   | 趙軒                 |
| 1982年 | 雄霸天下   | 李龍飛               |
| 1997年 | 雪花神劍   | 羅玄                 |
| 1998年 | 流氓·律師  | 楊佐銘（John Yeung） |
| 2000年 | 快活谷     | 丁寧                 |
| 2001年 | 非常好警   | 黃昆                 |

### 電視劇（無綫電視）
| 年份   | 片名                 | 角色                   |
| 1993年 | 射鵰英雄傳之九陰真經 | 黃藥師                 |
| 1994年 | 再見亦是老婆         | 禮和                   |
| 1995年 | 天降奇緣             | 丁長勝                 |
| 1995年 | 大捕快               | 樂天                   |
| 1998年 | 乾隆大帝             | 曾静                   |
| 2005年 | 我師傅係黃飛鴻       | 黃麒英                 |
| 2005年 | 酒店風雲             | 鄭永發（Fred）         |
| 2006年 | 覆雨翻雲             | 浪翻雲                 |
| 2006年 | 滙通天下             | 喬本業                 |
| 2006年 | 布衣神相（海外首播） | 沈星南                 |
| 2007年 | 師奶兵團             | 高永權                 |
| 2008年 | 太極                 | 巫直                   |
| 2008年 | 珠光寶氣             | 康青楊（康Sir）        |
| 2009年 | ID精英               | 麥啟銘（麥Sir）        |
| 2009年 | 巴不得爸爸...        | 高山泉（泉叔、花仔泉） |
| 2011年 | 女拳                 | 黃飛鴻                 |
| 2011年 | 不速之約             | 唐經天                 |
| 2016年 | 公公出宮             | 金昌                   |
| 2016年 | 廉政行動2016         | 李福強                 |
| 2017年 | 超時空男臣           | 方天                   |
| 2017年 | 誇世代               | 宋禮（禮記）           |
| 2018年 | 翻生武林             | 任我飛                 |
| 2018年 | 逆緣                 | 賀和平                 |
| 2019年 | 白色強人             | 呂仲學                 |
| 2020年 | 黃金有罪             | 馬勝利（特別演出）     |
| 2020年 | 迷網                 | 司徒湛                 |
| 2020年 | 反黑路人甲           | 蘇偉晨（晨爺）         |
| 2021年 | 失憶24小時           | 蒙君瑞（Peter）        |
| 2022年 | 雙生陌生人           | 利冠鏗                 |
| 2022年 | 究竟天有幾高         |                        |
| 2022年 | 白色強人II           | 呂仲學（特別演出）     |
| 2022年 | 美麗戰場             | 龐國棟                 |
| 2023年 | 寵愛Pet Pet          | 金青松蘇偉晨（分飾）   |
| 2024年 | 逆天奇案2            | 賀堅                   |
| 2024年 | 企業強人             | 刑文浩                 |
| 2025年 | 麻雀樂團             | 歐陽宗                 |

### 電視劇（香港電視）
| 年份   | 劇集名稱       | 角 色  |
| 2015年 | 我阿媽係黑玫瑰 | 鍾學笙 |
| 2015年 | 惡毒老人同盟   | 毛守仁 |
| 2015年 | 三面形醫       | 崔振邦 |

### 電視劇（其他）
| 年份   | 劇集名稱               | 飾演角色         | 備註                                    |
| 1984年 | 鐵血楊家將             | 柳天池           | 台灣電視公司                            |
| 1993年 | 刺馬                   | 馬新貽           | 台灣電視公司                            |
| 1999年 | 鏡花緣傳奇             | 唐敖（百果大仙） | 於2005年華娛衛視播出                    |
| 2000年 | 笑傲江湖               | 曲洋             | 第1-11集                                |
| 2000年 | 陸小鳳之決戰前後       | 殷正道           | 新加坡                                  |
| 2002年 | 新蜀山劍俠傳           | 余英男父亲       | 台湾中视播出 2001年亚视首播             |
| 2005年 | 搶灘大上海             | 白浩然           | 2005年2月26日于中央电视台一套黄金档播出 |
| 2007年 | 奇蹟                   | 陳冠麟           | 新加坡                                  |
| 2009年 | 有房出租 (第一輯)      | 李林林           | 香港電台電視劇                          |
| 2010年 | 有房出租 (第二輯)      | 李林林           | 香港電台電視劇                          |
| 2011年 | 被遺棄的秘密           | 周士鴻           | 中國大陸                                |
| 2012年 | 天涯明月刀             | 向應天           | 中國大陸                                |
| 2012年 | 賭海迷徒2012           | 全               | 第7集《搏老命》                         |
| 2013年 | 婚姻之痒（2008年拍攝） | 林迁             | 中國大陸                                |
| 2014年 | 把愛帶回家             | 夏烈陽           | 中國大陸                                |
| 2015年 | 龍門飛甲               | 封朝阳           | 中國大陸                                |
| 2017年 | 生逢燦爛的日子         | 黃總             | 中國大陸                                |
| 2018年 | 原生之罪（網絡劇）     | 陸子鳴           | 中國大陸                                |
| 2019年 | 飛虎之雷霆極戰         | 汪志強           | 邵氏兄弟                                |
| 2025年 | 黄雀（網絡劇）         | 黃廣生           | 中國大陸                                |

### 綜藝節目（TVB）
- 1992年：摩登小男人
- 2016年：Sunday好戲王
- 2018年：TVB 50+1再出發節目巡禮2019
- 2023年：萬千星輝賀台慶

## 廣告
- 1977年：禁毒處（宣傳片）
- 2011年：信諾環球保險 "頤安保"
- 2020年：少年猛將傳手機遊戲[11]

## 曾獲獎項

### 亞洲影展
| 年份   | 頒獎典禮       | 獎項           | 作品                         | 結果 |
| ------ | -------------- | -------------- | ---------------------------- | ---- |
| 1970年 | 第16屆亞洲影展 | 最佳男主角獎   | 《報仇》（香港首位亞洲影帝） | 獲獎 |
| 1973年 | 第19屆亞洲影展 | 最具性格演員獎 | 《叛逆》                     | 獲獎 |

### 萬千星輝頒獎典禮
| 年份   | 頒獎典禮             | 獎項             | 結果 |
| ------ | -------------------- | ---------------- | ---- |
| 2022年 | 萬千星輝頒獎典禮2021 | 萬千光輝演藝大獎 | 獲獎 |

### 香港電影金像獎
| 年份   | 頒獎典禮             | 獎項       | 作品         | 結果 |
| ------ | -------------------- | ---------- | ------------ | ---- |
| 2024年 | 第42屆香港電影金像獎 | 最佳男配角 | 《白日之下》 | 獲獎 |

## 外部連結
- 姜大衞在香港影庫上的簡介
- 姜大衞在豆瓣上的资料（简体中文）
- 姜大卫新浪微博 （页面存档备份，存于）